# Kate Beckett
Katherine Houghton „Kate” Beckett kitalált karakter a Castle című amerikai krimisorozatban. Megformálója Stana Katić.

## Munkája
Beckett nyomozó a tizenkettedik körzeti gyilkossági csoportnál dolgozik New Yorkban. Együtt dolgozik Javier Espositóval, Kevin Ryannel és Lanie Parishsel. Később a regényíróval, Richard Castle-lel is. Kate főnöke Roy Montgomery kapitány, akivel jó kapcsolatban áll. Ezért amikor Montgomery meghal, nehezen tudja elfogadni új főnökét, Victoria Gatest.

## Magánélete
Kate az anyja rejtélyes halála után döntött úgy, hogy rendőrnek áll, falat épített maga köré, és egy normális kapcsolata sem volt azóta. Eleinte jogi pályára szeretett volna lépni anyja nyomdokaiban. Végül rendőr lett. Még járőrként elkezdett nyomozni a bizonyítékraktárban, amikor Montgomery kapitány észrevette ott őt. Ki is rúghatta volna, de nem tette, mert látta Beckett szemében az elszántságot, sosem állna le. Kate egy kis kiképzést kapott, és ő lett a legjobb gyilkossági nyomozó. Sok hullát látott már, de még néha most is megrémíti. Tiszteli az áldozatokat és a hozzátartózóit is. Legnagyobb vágya, hogy a gyilkosokat rács mögött tudhassa. Kate Beckett fél érzéseit bevallani imádott írójának, Rick Castle-nek. Felesküdött arra, hogy elkapja anyja gyilkosát, és ebben senki és semmi sem akadályozhatja meg, még Castle sem, akit eleinte nem igazán tudott elfogadni.

## Kapcsolatai
- Richard Castle

Beckett kapcsolata Castle-lel kezdetben erőltetett volt. Később kapcsolatuk baráti lett, aztán lassan szerelemmé mélyült. Beckett, amikor rájött érzéseire Castle iránt, nem merte bevallani neki, mert félt, hogy ha esetleg szakítanak, otthagyja őket, és ezt nem akarta megkockáztatni. Ám amikor meglőtték a 3. évad utolsó epizódjában, Castle szerelmet vallott neki: „Kate, maradj velem. Ne hagyj el, kérlek... Kate, szeretlek... Szeretlek, Kate!!!” A negyedik évadban kapcsolatuk feszültté vált, mivel Castle úgy tudta, hogy Beckett nem emlékszik semmire a lövésből, de később rájött, hogy a nő hazudott neki, és mindenre emlékszik, így a szerelmi vallomásra is. A negyedik évad végén mégis összejöttek.
- Lanie Parish

Az első évadtól fogva nyilvánvaló volt, hogy Lanie és Kate jó barátok. Azon kevés emberek egyike, aki tud Beckettel magánéleti dolgokról beszélni. Lanie aggódik Katért, mert az annyira beleássa magát munkájába, hogy nem jut ideje a szerelemre, így aztán mindig próbálja összehozni pasikkal. Amikor Beckettet meglőtték, Lanie a műtőig próbálta leszorítani a sebet, hogy Kate ne vérezzen el. A negyedik évad 20. részében arra biztatta Kate-et, mondja el Castle-nek, mit érez: ha majd visszagondol, ne arra kelljen emlékeznie, mi lett volna, ha... Az ötödik évadban, amikor Castle egy gyilkosság gyanúsítottja lett, Lanie ápolta barátnője lelkét, hogy megtalálja az igazi gyilkost, hiszen Castle nem lehet az.
- Javier Esposito

Esposito tagja Beckett csapatának. Miután Beckettet meglőtték és eluralkodott rajta a poszttraumatikus stressz szindróma, ő segített neki túllépni ezen. Beckett ezután adta neki az "Espo" becenevet.
- Kevin Ryan

Ryan is tagja Beckett csapatának, Espo társaként. Ryannek van egy barátnője, akit később feleségül is vett. Amikor megkérte a lány kezét, többek közt Beckettől is tanácsot kért a lánykéréssel kapcsolatban. A negyedik évad záró epizódjában Ryan futott megmenteni Kate életét, amikor ő egy ház tetejéről lógott. Espo nem tudta megbocsátani neki, hogy beleavatkozott. 
- Victoria Gates

Ő Beckett új főnöke. Nehezen jöttek ki egymással, miután Montgomery meghalt. Gates a belső elhárítás embere volt, így nem nagyon bízik senkiben a kapitányságon. Amíg a belsősöknél dolgozott, kiérdemelte a VasGates nevet. Amikor Kate a saját szakállára nyomozott az anyja ügyével kapcsolatban, és bajba került, Gates felfüggesztette őt is meg Espositót is. De Beckett kilépett. 
Az ötödik évadban Beckették próbálták eltitkolni előle a viszonyukat, hogy ne rúgja ki Castle-t.
- Alexis Castle

Beckett jól kijön Castle lányával. Ezért amikor Alexisnek gyakornoki munkára volt szüksége, ő biztosította neki először a bizonyítékraktárban, később pedig Lanie-nél a hullaházban.
- Roy Montomery kapitány

Ő Beckett első főnöke. A harmadik évad utolsó epizódjában meghalt, miközben Kate életét próbálta megmenteni.   
- Martha Rogers

Ő volt az első, aki rájött arra, hogy a fia és Kate összejöttek.

## Fordítás
- Ez a szócikk részben vagy egészben  a   Kate Beckett című angol Wikipédia-szócikk ezen változatának fordításán alapul.  Az eredeti cikk szerkesztőit annak laptörténete sorolja fel. Ez a jelzés csupán a megfogalmazás eredetét és a szerzői jogokat jelzi, nem szolgál a cikkben szereplő információk forrásmegjelöléseként.